# フレデリック・クック

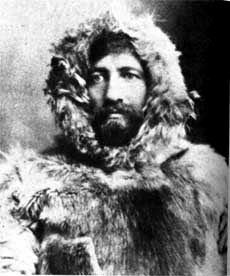
フレデリック・クック

フレデリック・アルバート・クック（Frederick Albert Cook、1865年6月10日 - 1940年8月5日）は、アメリカ合衆国の探検家、医師。

## 概要
1891年のロバート・ピアリーのグリーンランド初探検に医師として参加。有能な片腕として活躍したがその後、ピアリーとの探検記を出版することに際しての著作権の問題で袂を分かち別行動をとるようになった。1909年9月1日、北極点到達。「ニューヨーク・ヘラルド」紙は、「北極点はフレデリック・クックによって征服された」と報じた。ところが、そのわずか5日後、ロバート・ピアリーが彼の後援会に当てて「我、北極点を得たり」と打電。相次ぐ極点征服のニュースは世界を驚愕させ大論争になった。調査委員会が設けられたが、結局クックの訴えは退けられ詐欺罪で収監となり、ピアリーが最初の北極点到達者と認定された。しかし現在では、ピアリーが当時のお金で5,000ドルもの大金（現在の日本円で1,000万円相当とも）を払ってクックのマッキンリー初登頂時の証人を買収したことがわかっており、いずれの探検家が先に北極点に到達したか（あるいはどちらも到達していないか）は大きな議論の対象であり、はっきりしない。